# مفارقة إصلاح الخدمة
مفارقة إصلاح الخدمة حالة يُقدّر فيها العميل أكثر الشركة بعد أن تصحح مشكلة في خدمتها، مقارنةً بشركة تقدم خدمة خالية من الأخطاء أو العيوب. السبب الرئيسي وراء هذا التفكير هو أن الإصلاح الناجح للخدمة المعيبة يزيد من ثقة العميل.
فلنفترض على سبيل المثال أن رحلة المسافر ألغيت. عندما تتصل بشركة الطيران، يعتذرون ويعرضون عليه رحلة أخرى من اختياره في نفس اليوم، وقسيمة خصم عند السفر في المستقبل. بحسب مفارقة إصلاح الخدمة، أصبح المسافر الآن أكثر سعادة مع شركة الطيران، وأكثر ولاء لها مقارنة بالحالة حين لا يواجه هذا المسافر أية مشكلة.
كان فهم مفارقة إصلاح الخدمة هدفًا مهمًا لكل من الباحثين والمديرين، لأن فشل الخدمة هو أحد المحددات الرئيسية لتبديل العملاء مزيديهم بالخدمات، ويرى البعض أن التعافي الناجح من هذه الإخفاقات أمر بالغ الأهمية للاحتفاظ بالعملاء. إصلاح الخطأ أمر مهم بشكل خاص لمقدمي الخدمات الذين يتعذر عليهم ضمان خدمة خالية من الأخطاء.

## خليفية المفارقة وتاريخها
كان ماكولو وبارادواج أول من وضع مصطلح مفارقة استرداد الخدمة في عام 1992 واصفين موقفًا تجاوز في رضا العملاء بعد الفشل رضاهم قبله. تؤكد مفارقة إصلاح الخدمة أن إصلاح الخدمة الفعال يمكن أن يتجاوز مجرد الحفاظ على رضا العملاء، فيزيده وبالتالي يكسب الشركة عملاء جدد ويولّد لها ولاء أكبر لدى عملائها الحايين على المدى الطويل. عرّفها ماكولو وبارادواج بأنها «حالة واجه فيها المستهلك مشكلة حُلّت بشكل مرضٍ، فيقوم المستهلك بعد ذلك بتصنيف رضاه ليكون مساويًا أو أكبر من رضاه لو لم تحدث أية مشكلة».
منذ تقديم المفهوم في أوائل التسعينات، سعى عدد من الدراسات التجريبية إلى تحديد متى وتحت أي ظروف تعمل المفارقة في الممارسة، لكن نتائج هذه الدراسات جاءت متفاوتة.
قبل استخدام مصطلح مفارقة إصلاح الخدمة لأول مرة، وصف هارت وهيسكيت وساسر مفهوم إصلاح الخدمة مستخدمين المصطلحات التالية: «يمكن أن يؤدي الإصلاح الجيد إلى تحويل العملاء الغاضبين المحبطين إلى عملاء مخلصين.، وخلق المزيد من حسن النية، أكثر مما لو سارت الأمور بسلاسة في المقام الأول».

## إلقاء اللوم
يحدث فشل الخدمة عندما يكون تقديم الخدمة أقل من توقعات العملاء. تختلف حالات فشل الخدمة إلى حد كبير عن حالات فشل المنتج، حيث تكون حالات فشل الخدمة أكثر شخصانية وتكون لها نتائج نفسية. في حالة فشل الخدمة، غالبًا ما يسعى العملاء لإلقاء اللوم على أحد ما وتحميله المسؤولية. عند إلقاء اللوم، ينظر العملاء عادةً إلى ثلاثة أشياء:
- الموقع: من المسؤول عن الفشل؟
- الاستقرار: ما مدى احتمال تكرار هذا الفشل؟
- إمكانية التحكم: هل سيطر الطرف المسؤول على أسباب فشل الخدمة؟

قد يلقى اللوم على:
- المنظمة مزوّدة الخدمة (فشل النظام والموظفين)
- مصادر خارجية (مثل الطقس وثوران بركاني)
- العميل الذي ربما قد ساهم ولو جزئيًا على الأقل في فشل الخدمة

في أعقاب فشل الخدمة، يكون أمام العملاء غير الراضين خمس مسارات عمل رئيسية متاحة لهم:
- لا تفعل شيئًا، عانى في صمت، لكن سمعة مقدم الخدمة قد تتدهور مع بروز شريحة غير راضية عن خدماتها
- التذمر الخاص عبر نشر كلام سلبي عن الشركة أو عبر الكتابة عن التجربة السلبية على وسائل التواصل الاجتماعي
- قدّم شكوى للشركة المزودة للخدمة.
- اتخذ نوعًا من الإجراءات العلنية مع طرف ثالث مثل تقديم شكوى إلى مصلحة حماية المستهلك، أو حتى ابدء إجراء قانوني للحصول على تعويض.
- عيب - ببساطة لا تتعامل الشركة مرة أخرى.[8]